# Red Rock
Red Rock es una serie de televisión estrenada el 7 de enero del 2015 por medio de la cadena TV3. 
La serie es producida por "Element Pictures" y "Company Pictures".
La serie se centra en dos familias en una área típica de la clase media de Dublin y en la estación de la policía local.
La serie ha contado con la participación invitada de Karl Bowe, Fionna Hewitt-Twamley, Maghnús Foy, Pat Mooney, Dean Brown, Paul Ward, Peter Carr, Fiona Quinn, Francis Usanga, entre otros...

## Historia
La serie sigue a un concurrida estación de policías de Dublin y la disputa entre dos familias rivales: los Hennessy y los Kiely, la cual llega a su punto más crítico cuando Darren Kiely muere en el hospital luego de sufrir una contusión cerebral después de tener una pelea con Michael Hennessy, lo que ocasiona que la manipuladora Bridget Kiely quiera vengarse de su rival, Patricia Hennessy y su familia, sin embargo no a todos les interesa la rivalidad entre sus familias, en especial a David Hennessy y Katie Kiely, quienes mantienen una relación en secreto.
Mientras que el superintendente James McKay debe dar un paso atrás en el caso, ya que está casado con Claire. 
El superintendente Sean Mahon, enfrenta sus propios problemas cuando la oficial Sharon Cleere descubre un video en donde se muestra a Sean besándose con una joven estudiante.

## Personajes[3]

### Personajes principales
| Actor             | Personaje             | Ocupación                                         | Episodios | Duración        |
| ----------------- | --------------------- | ------------------------------------------------- | --------- | --------------- |
| David Crowley     | Sean Holden           | Garda Oficial de la Policía                       | 88        | 2015 - presente |
| Patrick Ryan      | Paudge Brennan        | Oficial de la Policía (corrupto)                  | 87        | 2015 - presente |
| Andrea Irvine     | Angela Tyrell         | Sargento de la Policía                            | 84        | 2015 - presente |
| Jane McGrath      | Sharon Cleere         | Oficial                                           | 79        | 2015 - presente |
| Boyko Krastanov   | Adrijan Kosos         | Oficial de la Policía                             | 77        | 2015 - presente |
| Valerie O'Connor  | Nikki Grogan          | Detective Sargento                                | 56        | 2015 - presente |
| India Mullen      | Katie Kiely           | ex-Camarera del bar "Select Lounge"               | 53        | 2015 - presente |
| Pandoma McCormick | Claire Hennessy-McKay | Abogada Penal                                     | 48        | 2015 - presente |
| Cathy Belton      | Patricia Hennessy     | Dueña del "Harbour Haulage" y del "Select Lounge" | 46        | 2015 - presente |
| Adam Weafer       | David Hennessy        | -                                                 | 44        | 2015 - presente |
| Denise McCormack  | Bridget Kiely         | -                                                 | 43        | 2015 - presente |
| Sean Mahon        | Sgt. Brian McGonigle  | Garda Sargento de la Policía                      | 43        | 2015 - presente |
| Stephen Cromwell  | Keith Kiely           | -                                                 | 42        | 2015 - presente |
| Paul Roe          | Vincent Kiely         | -                                                 | 40        | 2015 - presente |
| Róisín O'Donovan  | Niamh Reid            | -                                                 | 41        | 2015 - presente |
| Jack Nolan        | Michael Hennessy      | -                                                 | 34        | 2015 - presente |

### Personajes recurrentes
| Actor                  | Personaje         | Ocupación           | # de Episodios | Duración        |
| ---------------------- | ----------------- | ------------------- | -------------- | --------------- |
| Liam Carney            | Tommy Tyrell      | -                   | 33             | 2015 - presente |
| Darragh O'Toole        | Conor Tyrell      | -                   | 32             | 2015 - presente |
| Anthony Brophy         | Liam Reid         | -                   | 32             | 2015 - presente |
| Ann Skelly             | Rachel Reid       | -                   | 28             | 2015 - presente |
| Chris Newman           | Rory Walsh        | Garda de la Policía | 23             | 2015 - presente |
| Darren Cahill          | Davey Webb        | Criminal            | 15             | 2015 - presente |
| Brid McCarthy          | Maggie Brennan    | -                   | 10             | 2015 - presente |
| Katherine Igoe         | Joan Curry        | -                   | 9              | 2015 - presente |
| Kyle Bradley Donaldson | Ollie Coyne Kyle  | -                   | 8              | 2015 - presente |
| Sean Gormley           | Stephen Tyrell    | -                   | 8              | 2015 - presente |
| Shauna Higgins         | Melanie McGonigal | -                   | 5              | 2015 - presente |
| Eva-Jane Gaffney       | Tracey Corrigan   | -                   | 5              | 2015 - presente |
| Natalia Cooper         | Irena Bajorek     |                     |                | 2016 -presente  |

### Antiguos personajes principales
| Actor          | Personaje             | Ocupación                           | # de Episodios | Duración    | Estado | Causa                                       |
| -------------- | --------------------- | ----------------------------------- | -------------- | ----------- | ------ | ------------------------------------------- |
| Richard Flood  | Supt. James McKay     | Garda Superintendente de la Policía | 72             | 2015 - 2016 | Muerto | murió luego de ser apuñalado por Davey Webb |
| Andy Kellegher | Brendan "Beady" Burke | -                                   | 22             | 2015 - 2016 | -      | -                                           |

### Antiguos personajes recurrentes
| Actor           | Personaje    | Ocupación | # de Episodios | Duración | Estado | Causa                                                                        |
| --------------- | ------------ | --------- | -------------- | -------- | ------ | ---------------------------------------------------------------------------- |
| Barbara Bergin  | Gráinne Webb | -         | 4              | 2015     | -      | -                                                                            |
| Martin Galligan | Darren Kiely | -         | 1              | 2015     | Muerto | sufrió una hemorragia cerebral luego de tener una pelea con Michael Hennessy |

## Episodios
Todos los episodios son filmados en exteriores y en los estudios basados en la antigua fábrica "John Player" en Dublín.
La primera temporada está conformada por 8 episodios.

## Producción
Peter McKenna será el productor ejecutivo de la serie, mientras que Hugh Farley y Gareth Philips los productores.